# Eupalitin
Eupalitin es un flavonol O-metilado. Se puede encontrar en Ipomopsis aggregata.

## Glucósidos
Eupalitin 3-O-β-D-galactopiranosida se puede aislar de Tephrosia spinosa.
Eupalin es el eupalitin 30-rhamnosida.